# Championnats panaméricains de karaté 2005
Les championnats panaméricains de karaté 2005 ont eu lieu du 21 au 28 mai 2005 à Buenos Aires, en Argentine. Il s'agissait de la dix-neuvième édition des championnats panaméricains de karaté seniors.

## Résultats

### Épreuves individuelles

#### Kata
| Rang | Pays      | Karatéka          |
| ---- | --------- | ----------------- |
| 1    | Venezuela | Antonio José Díaz |
| 2    | ?         | Oscar Sinchi      |
| 3    | ?         | Juan Andrade      |
| 3    | Pérou     | Akio Tamashiro    |

| Rang | Pays       | Karatéka            |
| ---- | ---------- | ------------------- |
| 1    | Venezuela  | Yohana Sánchez      |
| 2    | Canada     | Katarína Vadovičová |
| 3    | États-Unis | Elisa Au            |
| 3    | ?          | Oscar Sinchi        |

#### Kumite

##### Kumitemasculin
| Rang | Pays | Karatéka      |
| ---- | ---- | ------------- |
| 1    | ?    | Miguel Yepez  |
| 2    | Cuba | Eynar Tamame  |
| 3    | ?    | Adam Brozer   |
| 3    | ?    | Andres Rendon |

| Rang | Pays      | Karatéka           |
| ---- | --------- | ------------------ |
| 1    | ?         | Johnny Guillen     |
| 2    | ?         | Ronald Quinde      |
| 3    | Colombie  | Leonardo Felizzola |
| 3    | Venezuela | Luis Plumacher     |

| Rang | Pays      | Karatéka         |
| ---- | --------- | ---------------- |
| 1    | Venezuela | Jean Carlos Peña |
| 2    | ?         | Yordanis Torres  |
| 3    | Mexique   | Emilio Oviedo    |
| 3    | ?         | Antonio Santos   |

| Rang | Pays      | Karatéka       |
| ---- | --------- | -------------- |
| 1    | Mexique   | Armando Medina |
| 2    | Cuba      | Jorge Zaragoza |
| 3    | Chili     | David Dubó     |
| 3    | Argentine | Franco Icasati |

| Rang | Pays | Karatéka             |
| ---- | ---- | -------------------- |
| 1    | ?    | Marlon Da Silva      |
| 2    | ?    | Christian Baldivieso |
| 3    | Cuba | Ylexis Marques       |
| 3    | '?   | Juan Salmeron        |

| Rang | Pays      | Karatéka          |
| ---- | --------- | ----------------- |
| 1    | ?         | Rafael Martins    |
| 2    | Argentine | Leandro Monzon    |
| 3    | ?         | Alireza Anisspour |
| 3    | ?         | Nelson Gonzalez   |

| Rang | Pays    | Karatéka       |
| ---- | ------- | -------------- |
| 1    | Mexique | Emilio Oviedo  |
| 2    | ?       | Brendon Strong |
| 3    | ?       | Dejan Pavlica  |
| 3    | Cuba    | Jorge Zaragoza |

##### Kumiteféminin
| Rang | Pays                   | Karatéka         |
| ---- | ---------------------- | ---------------- |
| 1    | République dominicaine | Heidy Rodríguez  |
| 2    | Pérou                  | Gladys Eusebio   |
| 3    | Brésil                 | Valéria Kumizaki |
| 3    | Venezuela              | Thais Moncada    |

| Rang | Pays     | Karatéka         |
| ---- | -------- | ---------------- |
| 1    | Canada   | Nassim Varasteh  |
| 2    | Mexique  | Bertha Gutiérrez |
| 3    | ?        | Virginia Acevedo |
| 3    | Colombie | Ana Escandon     |

| Rang | Pays       | Karatéka      |
| ---- | ---------- | ------------- |
| 1    | États-Unis | Elisa Au      |
| 2    | ?          | Luz Redman    |
| 3    | Venezuela  | Yoly Guillén  |
| 3    | ?          | Veronica Lugo |

| Rang | Pays    | Karatéka          |
| ---- | ------- | ----------------- |
| 1    | Mexique | Yadira Lira       |
| 2    | Cuba    | Yulisma Kindelan  |
| 3    | Canada  | Véronique Leblanc |
| 3    | Canada  | Nassim Varasteh   |

### Épreuves par équipes

#### Kata
| Rang | Pays      |
| ---- | --------- |
| 1    | Mexique   |
| 2    | Pérou     |
| 3    | Brésil    |
| 3    | Venezuela |

| Rang | Pays      |
| ---- | --------- |
| 1    | Brésil    |
| 2    | Pérou     |
| 3    | Équateur  |
| 3    | Venezuela |

#### Kumite
| Rang | Pays      |
| ---- | --------- |
| 1    | Venezuela |
| 2    | Argentine |
| 3    | Canada    |
| 3    | Salvador  |

| Rang | Pays       |
| ---- | ---------- |
| 1    | Brésil     |
| 2    | États-Unis |
| 3    | Mexique    |
| 3    | Pérou      |

## Tableau des médailles
Au total, 68 médailles ont été attribuées, et quinze nations en ont obtenu au moins une. Le Venezuela termine en tête du tableau des médailles avec douze médailles tandis que le pays hôte se classe neuvième avec moitié moins.
| Tableau des médailles |                        |    |        |        |       |
| Rang                  | Pays                   | Or | Argent | Bronze | Total |
| 1                     | Venezuela              | 6  | 1      | 5      | 12    |
| 2                     | Mexique                | 4  | 1      | 3      | 8     |
| 3                     | Brésil                 | 4  | 0      | 3      | 7     |
| 4                     | États-Unis             | 1  | 1      | 3      | 5     |
| 5                     | République dominicaine | 1  | 1      | 0      | 2     |
| 6                     | Canada                 | 1  | 0      | 5      | 6     |
| 7                     | Cuba                   | 0  | 4      | 2      | 6     |
| 7                     | Pérou                  | 0  | 4      | 2      | 6     |
| 9                     | Argentine              | 0  | 3      | 3      | 6     |
| 10                    | Équateur               | 0  | 1      | 1      | 2     |
| 11                    | Trinité-et-Tobago      | 0  | 1      | 0      | 1     |
| 12                    | Colombie               | 0  | 0      | 3      | 3     |
| 13                    | Salvador               | 0  | 0      | 2      | 2     |
| 14                    | Chili                  | 0  | 0      | 1      | 1     |
| 14                    | Porto Rico             | 0  | 0      | 1      | 1     |